# José Manuel González López
José Manuel González López (ur. 14 października 1966 w Kadyksie) – hiszpański trener i piłkarz, grający na pozycji napastnika.

## Kariera piłkarska
González jest wychowankiem klubu Cádiz CF. W 1984 roku został piłkarzem pierwszej drużyny tego klubu. W 1991 przeszedł do RCD Mallorca. W 1993 roku przeniósł się do Albacete Balompié. W 1994 roku został piłkarzem Rayo Vallecano. W 1996 roku został piłkarzem Málaga CF. W 1996 odszedł do chińskiego klubu Tianjin Teda. W 1997 roku zdecydował się zakończyć piłkarską karierę.

## Kariera trenerska
Po zakończeniu kariery piłkarskiej González powrócił do Cádiz CF, gdzie został trenerem juniorskiej drużyny tego klubu. W 2002 roku został szkoleniowcem pierwszej drużyny Cádiz CF. W 2004 roku powrócił do Albacete Balompié tym razem w roli trenera. Z tego stanowiska został jednak zwolniony w 2005 roku. W 2006 roku po raz drugi został trenerem Cádiz CF, tym razem jego przygoda trwała tylko do 2007 roku. W 2008 roku został trenerem Córdoba CF, ale jeszcze w tym samym roku został zwolniony z tego stanowiska. W 2009 roku został szkoleniowcem Realu Murcia. W 2010 roku po raz trzeci objął stery w drużynie Cádiz CF. Na tym stanowisku pracował do 2012 roku. W latach 2014–2016 pełnił funkcję asystenta trenera chińskiego klubu Beijing Guo’an. W 2016 roku został trenerem Granada CF, ale jeszcze w tym samym roku pożegnał się z tym stanowiskiem. W 2016 roku powrócił do Beijing Guo’an, zostając tym razem pierwszym szkoleniowcem zespołu. W 2017 roku został jednak zwolniony z tego stanowiska. W 2018 roku został nowym trenerem Málaga CF. Nie udało mu się uratować drużyny przed spadkiem, dlatego wraz z końcem sezonu został zwolniony z tego stanowiska.